# Hans-Joachim Pfaff
Hans-Joachim Pfaff (* 5. September 1941 in Frankfurt am Main; † 5. April 2023 ebenda) war ein deutscher Ministerialbeamter. Er war von 2002 bis 2004 Staatssekretär und der Bevollmächtigte des Landes Brandenburg beim Bund.

## Leben

### Ausbildung
Hans-Joachim Pfaff absolvierte in den Jahren 1959 bis 1961 zunächst eine Berufsausbildung zum Großhandelskaufmann. Er machte von 1966 bis 1968 das Abitur am Hessenkolleg in Frankfurt am Main. Dann studierte er von 1968 bis 1973 Politikwissenschaften an der Freien Universität Berlin und erreichte einen Abschluss als Diplom-Politologe.

### Beruflicher Werdegang
Pfaff arbeitete zunächst in den Jahren 1961 bis 1962 als kaufmännischer Angestellter, diente dann von 1962 bis 1964 als Soldat auf Zeit und wurde Major der Reserve. Danach war er von 1964 bis 1965 wieder als kaufmännischer Angestellter tätig. Von 1973 bis 1978 arbeitete er als wissenschaftlicher Assistent bei der SPD-Fraktion im Abgeordnetenhaus von Berlin.
Er war in den Jahren 1978 bis 1985 Landesgeschäftsführer der Berliner SPD. Danach betätigte er sich von 1986 bis 1990 als Referatsleiter in der Hessischen Landesvertretung beim Bund. Im Jahr 1990 war er der Leiter des persönlichen Büros des Oberbürgermeisters von Ost-Berlin.
Er war ab 1991 zunächst Leiter des Kabinettreferates und von 1991 bis 1999 Leiter der politischen Koordinierungsabteilung in der Staatskanzlei des Landes Brandenburg. Im November 1999 übernahm er die Dienststellenleitung der Vertretung des Landes Brandenburg beim Bund.
Da am 22. März 2002 der Bundesrat den bisherigen Bevollmächtigten des Landes Brandenburg, Dirk Brouër, zum Direktor des Bundesrates gewählt hatte, wurde der Posten des Brandenburger Bevollmächtigten frei. Der brandenburgische Ministerpräsident Manfred Stolpe (SPD) bestimmte den bisherigen Abteilungsleiter Pfaff im März 2002 als Nachfolger von Brouër. Mit Wirkung vom 1. Mai 2002 wurde er zum Staatssekretär ernannt.
Pfaff wurde im Oktober 2004 im Zuge der Bildung des Kabinetts Platzeck II als Staatssekretär und Bevollmächtigter nicht mehr berücksichtigt. Ihm folgte stattdessen Staatssekretär Gerd Harms.